# Aboyne
Aboyne (in gaelico scozzese Abèidh, in scots Abyne) è una cittadina dell'area amministrativa scozzese dell'Aberdeenshire, nel Regno Unito, situata sul fiume Dee, a circa 42 ad ovest di Aberdeen. 
La cittadina conta una piscina presso la Aboyne Academy, campi da tennis, campi da bocce ed è sede del più antico campo da golf a 18 buche del Royal Deeside. Nei pressi del villaggio si trovano il Castello di Aboyne e il loch di Aboyne.
In origine ad Aboyne vi era una stazione ferroviaria, che venne chiusa il 18 giugno 1966. L'edificio oggi ospita alcuni negozi ed il tunnel che corre sotto il villaggio è sede di un club di armi da fuoco. Il giorno di mercato ad Aboyne è noto come Fèill Mhìcheil (che in gaelico scozzese significa "Fiera di Michele").

## Storia
Il nome "Aboyne" deriva da "Oboyne", registrato per la prima volta nel 1260, derivato a sua volta dalle parole gaeliche "abh", "bo" e "fionn", che significano "[luogo del] fiume della mucca bianca".
Il villaggio di Aboyne fu fondato nel 1671 da Charles Gordon, I conte di Aboyne che, nello stesso anno, ricostruì l'ala ovest del Castello di Aboyne. Il luogo in cui sorge il castello è legato al numero limitato di attraversamenti del Mounth, sui monti Grampiani a sud. Nel 1715 Aboyne fu teatro di un "tinchal", ossia una grande caccia, organizzata da John Erskine, VI conte di Mar, il 3 settembre, come copertura per la riunione dei nobili e laird giacobiti per discutere il progetto dell'insurrezione giacobita del 1715. La rivolta ebbe inizio tre giorni dopo a Braemar.
L'ex scuola pubblica di Aboyne venne utilizzata come scuola superiore per l'area circostante, e durante la seconda guerra mondiale fu luogo di rifugio per molti sfollati da Glasgow. Gli alunni locali seguivano le lezioni al mattino, mentre quelli evacuati nel pomeriggio; gli ulteriori evacuati vennero ospitati nella sala della chiesa vicina, e oltre 1.250 persone furono evacuate verso l'area del Deeside nel 1939.

## Religione
La presenza cristiana del VIII secolo ad Aboyne è attestata da una croce in pietra dei Pitti chiamata Pietra di Formaston. La lapide è incisa anche con caratteri ogamici che sono stati traslitterati con “MAQQOoiTALLUORRH | NxHHTVROBBACCxNNEVV.” Questi sono i nomi pitti Talorc (TALLUORRH) e Nehht (NxHHT), entrambi nomi di re. Infatti, Bede disse che il re dei Pitti Nechtan IV (morto nel 732) accettò la fede cristiana in risposta agli insegnamenti di Adamnano, abate di Iona, portando alla fine il suo popolo alla cristianità. La prima chiesa di Aboyne fu dedicata ad Adamnano, e presso il cimitero di questa chiesa fu scoperta la Pietra di Formaston; questa fu poi rimossa per essere spostata nel castello di Aboyne, ed oggi è in mostra al museo di Inverurie.
Nel 1237 Alessandro II conferì ai Cavalieri Templari la libertà di acquisire terre in Scozia, e Walter Byset, Lord di Aboyne, diede al Precettorio templare la chiesa di Aboyne. In seguito, tra il 1239 e il 1249, la chiesa fu data in uso ai templari da Radulf, vescovo di Aberdeen. Secondo i termini della carta, i templari si sarebbero fatti carico del potere politico della chiesa e avrebbero mantenuto un vicario, mentre il vescovo avrebbe mantenuto l'autorità in campo spirituale. Alessandro II confermò la donazione il 15 aprile 1242 e Papa Alessandro IV nel 1277, lo stesso anno in cui Giovanni di Annan, cappellano di Alessandro III, fu nominato vicario. Aboyne, insieme ad altri possedimenti templari in Scozia, fu retta dal Precettorio di Torphichen nel XV e XVI secolo, e rimase così fino alla riforma protestante.
Nel 1761 venne costruita una nuova chiesa ad Aboyne e nel 1842 un'altra chiesa venne costruita sul sito della struttura del XVIII secolo. Nel 1929, con l'unione della Chiesa di Scozia, fu formalmente dedicata a San Macario; nel 1936, questa chiesa si unì alla Chiesa Libera Unita e, 50 anni dopo, fu abbinata alla chiesa di Dinnet, il che portò nel 1993 all'unione tra le due: oggi la chiesa è conosciuta come Chiesa Parrocchiale di Aboyne-Dinnet. Nel 2006 Aboyne-Dinnet fu unita con la chiesa di Cromar.

## Clima
Aboyne ha un clima oceanico (Köppen: Cfb), simile a gran parte del Regno Unito. A causa della sua posizione interna in Scozia, Aboyne può raggiungere temperature molto basse e può essere interessata da nevicate abbondanti. Tuttavia, le temperature possono raggiungere valori eccezionali per la latitudine, in particolare durante i mesi invernali a causa del Föhn: detiene il record di gennaio e marzo per le più alte temperature della Scozia, 18,3 °C raggiunti il 26 gennaio 2003 e 23,6 °C il 27 marzo 2012. Quella di gennaio è anche la più alta temperatura del mese del Regno Unito, e il record è condiviso con Inchmarlo, nel Kincardineshire e Aber, nel Gwynedd. Il record di febbraio per la Scozia è stato superato il 21 febbraio 2019 con 18,3 °C.
| Aboyne                | Mesi  | Mesi  | Mesi  | Mesi  | Mesi | Mesi | Mesi | Mesi | Mesi | Mesi | Mesi  | Mesi  | Stagioni | Stagioni | Stagioni | Stagioni | Anno  |
| Aboyne                | Gen   | Feb   | Mar   | Apr   | Mag  | Giu  | Lug  | Ago  | Set  | Ott  | Nov   | Dic   | Inv      | Pri      | Est      | Aut      | Anno  |
| --------------------- | ----- | ----- | ----- | ----- | ---- | ---- | ---- | ---- | ---- | ---- | ----- | ----- | -------- | -------- | -------- | -------- | ----- |
| T. max. media (°C)    | 6,0   | 6,5   | 9,0   | 11,5  | 14,6 | 17,1 | 19,4 | 18,7 | 16,2 | 12,2 | 8,6   | 5,9   | 6,1      | 11,7     | 18,4     | 12,3     | 12,1  |
| T. min. media (°C)    | −1,0  | −0,9  | 0,6   | 2,0   | 4,2  | 7,5  | 9,4  | 8,9  | 6,9  | 4,0  | 1,3   | −1,1  | −1,0     | 2,3      | 8,6      | 4,1      | 3,5   |
| T. max. assoluta (°C) | 18,3  | 18,3  | 23,6  | 25,0  | 28,4 | 30,3 | 31,6 | 29,7 | 28,5 | 21,4 | 19,0  | 17,2  | 18,3     | 28,4     | 31,6     | 28,5     | 31,6  |
| T. min. assoluta (°C) | −23,2 | −21,4 | −16,7 | −10,5 | −6,3 | −3,4 | −2,3 | −1,5 | −4,3 | −9,1 | −18,3 | −22,2 | −23,2    | −16,7    | −3,4     | −18,3    | −23,2 |
| Precipitazioni (mm)   | 66,2  | 48,5  | 53,6  | 56,0  | 59,1 | 55,6 | 67,9 | 60,8 | 68,0 | 92,7 | 84,8  | 66,9  | 181,6    | 168,7    | 184,3    | 245,5    | 780,1 |
| Giorni di pioggia     | 12,8  | 10,7  | 11,0  | 10,0  | 11,5 | 10,2 | 10,7 | 10,7 | 9,2  | 12,9 | 12,6  | 11,6  | 35,1     | 32,5     | 31,6     | 34,7     | 133,9 |

## Turismo e cultura

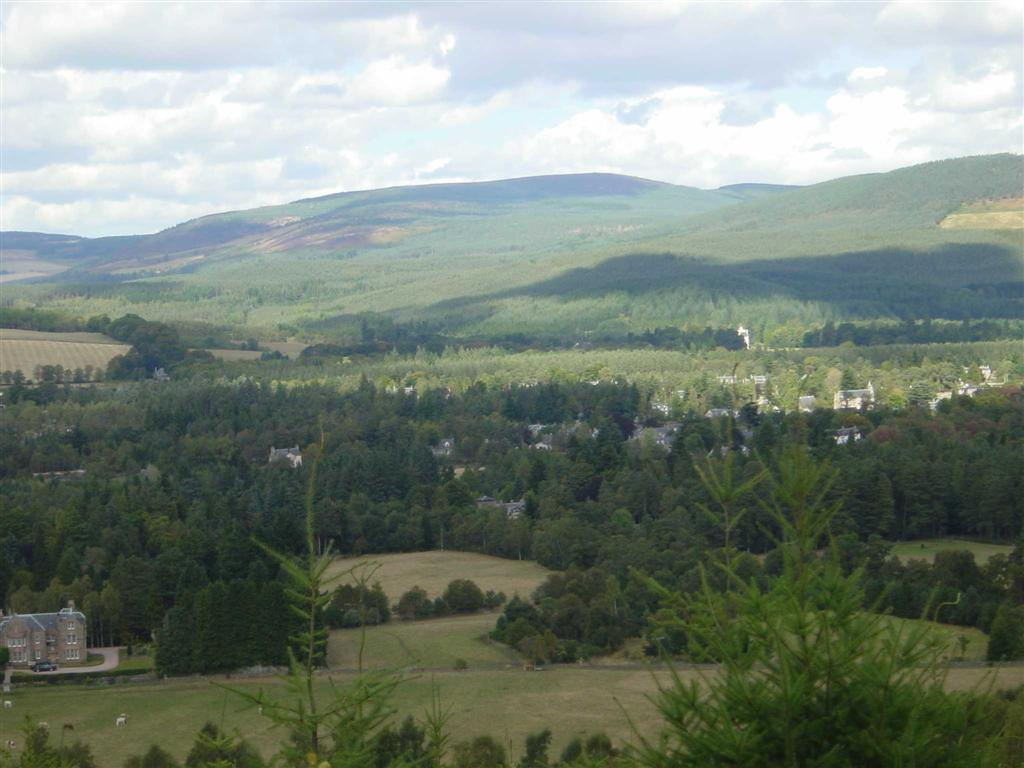
Aboyne vista dal sentiero "Fungle".

In estate, durante la stagione turistica, il numero di persone e veicoli cresce sensibilmente. Gli Highland Games sul Village Green si svolgono in agosto; il giardino presenta anche strutture per il rugby e il calcio, oltre ad un parco giochi e al magazzino del Club di Canoa di Aboyne, "The Canoe Cathedral".
La famiglia reale britannica alloggia in estate nel vicino castello di Balmoral, nei pressi di Aboyne.
Tra le attrazioni all'aria aperta vi sono il golf, le camminate, il ciclismo, i trek in montagna, il kayak, la canoa ed il volo a vela, con aliante, subito fuori dal villaggio. Aboyne è divenuta popolare tra gli appassionati di volo del Regno Unito e di tutta Europa a causa delle sue correnti d'aria, per via dell'orografia circostante. Il campo volo ha due piste di conglomerato bituminoso, che corrono in direzione est-ovest, ed una webcam, oltre a piccoli centri di monitoraggio meteo. Aboyne ha anche un percorso per le mountain bike presso l'Aboyne Bike Park, situato a Bellwood.
Il vecchio Aboyne Curling Club aveva la sua stazione ferroviaria privata, la Aboyne Curling Pond railway station, situata presso il loch di Aboyne.
Il vicino passaggio per Ballater è un'area per scalatori. Il villaggio di Dinnet si trova alcune miglia ad ovest ed è il primo insediamento situato all'interno del parco nazionale di Cairngorms. Gli escursionisti ed i ciclisti possono salire sul monte Keen a partire dalla foresta di Glen Tanar.
Vi sono due scuole, la Aboyne Academy e una scuola primaria; l'accademia conta 650 studenti, circa un terzo provenienti dalla cittadina, e i restanti due terzi dai villaggi circostanti. La scuola ha accesso ad una piscina e una palestra gestite dal vicino Deeside Community Centre.
Belwade Farm, un sito protetto per cavalli, si trova nelle vicinanze.